# Chrysoperla comanche
Chrysoperla comanche är en insektsart som först beskrevs av Banks 1938.  Chrysoperla comanche ingår i släktet Chrysoperla och familjen guldögonsländor. Inga underarter finns listade i Catalogue of Life.